# Campionato nordamericano maschile di pallavolo 2005
Il XIX campionato nordamericano maschile di pallavolo si è svolto dal 10 al 15 settembre 2005 a Winnipeg, in Canada. Al torneo hanno partecipato 8 squadre nazionali nordamericane e la vittoria finale è andata per la sesta volta, la seconda consecutiva, agli Stati Uniti.

## Gironi
| Girone A                                | Girone B                           |
| --------------------------------------- | ---------------------------------- |
| Barbados Messico Porto Rico Stati Uniti | Canada Cuba Panama Rep. Dominicana |

## Fase finale

### Finali 1º e 3º posto
|  | Quarti          | Quarti          |                    |                    | Semifinali      | Semifinali |  |  | Finale 1º/2º posto | Finale 1º/2º posto |
|  |                 |                 |                    |                    |                 |            |  |  |                    |                    |
|  |                 |                 |                    |                    |                 |            |  |  |                    |                    |
|  |                 |                 |                    |                    |                 |            |  |  |                    |                    |
|  |                 | -               |                    |                    |                 |            |  |  |                    |                    |
|  |                 |                 |                    |                    |                 |            |  |  |                    |                    |
|  |                 | -               |                    |                    |                 |            |  |  |                    |                    |
|  | Stati Uniti     | 3               |                    |                    |                 |            |  |  |                    |                    |
|  | Stati Uniti     | 3               |                    |                    |                 |            |  |  |                    |                    |
|  |                 | Rep. Dominicana | 0                  |                    |                 |            |  |  |                    |                    |
|  | Rep. Dominicana | Rep. Dominicana | 0                  | 3                  |                 |            |  |  |                    |                    |
|  | Rep. Dominicana |                 |                    | 3                  |                 |            |  |  |                    |                    |
|  | Messico         | 1               |                    |                    |                 |            |  |  |                    |                    |
|  | Messico         | 1               | Stati Uniti        | 3                  |                 |            |  |  |                    |                    |
|  |                 |                 | Stati Uniti        | 3                  |                 |            |  |  |                    |                    |
|  |                 | Cuba            | 1                  |                    |                 |            |  |  |                    |                    |
|  |                 | Cuba            | 1                  | -                  |                 |            |  |  |                    |                    |
|  |                 |                 |                    |                    |                 |            |  |  |                    |                    |
|  |                 | -               |                    |                    |                 |            |  |  |                    |                    |
|  | Cuba            | 3               | Finale 3º/4º posto | Finale 3º/4º posto |                 |            |  |  |                    |                    |
|  | Cuba            | 3               | Finale 3º/4º posto | Finale 3º/4º posto |                 |            |  |  |                    |                    |
|  |                 | Canada          | 0                  |                    |                 |            |  |  |                    |                    |
|  | Porto Rico      | Canada          | 0                  | 0                  | Rep. Dominicana | 0          |  |  |                    |                    |
|  | Porto Rico      |                 |                    | 0                  | Rep. Dominicana | 0          |  |  |                    |                    |
|  | Canada          | 3               |                    | Canada             | 3               |            |  |  |                    |                    |
|  | Canada          | 3               |                    |                    | 3               |            |  |  |                    |                    |
|  |                 |                 |                    |                    |                 |            |  |  |                    |                    |
|  |                 |                 |                    |                    |                 |            |  |  |                    |                    |

## Classifica finale
| Classifica | Squadre         | Qualificazione           |
| ---------- | --------------- | ------------------------ |
|            | Stati Uniti     | Grand Champions Cup 2005 |
|            | Cuba            |                          |
|            | Canada          |                          |
| 4          | Rep. Dominicana |                          |
| 5          | Porto Rico      |                          |
| 6          | Messico         |                          |
| 7          | Panama          |                          |
| 8          | Barbados        |                          |